# Partido Demócrata de Tailandia
El Partido Demócrata de Tailandia (en tailandés: พรรค ประชาธิปัตย์ Phak Prachathipat) es el más antiguo partido político de Tailandia y en 2006 era el grupo mayoritario de la oposición.
Fue creado en 1945 por Khuang Abhaiwongse, que llegó a ser tres veces primer ministro, como un partido de corte conservador. Estuvo en el poder en sucesivas ocasiones, unas veces participando en gobiernos dictatoriales y en otras tras elecciones libres. 
En 1992, bajo la dirección de Chuan Leekpai alcanzó el gobierno hasta 1995, y más tarde en el periodo 1997 - 2001. Este año pasó a la oposición después de la victoria del Thai Rak Thai liderado por Thaksin Shinawatra. En 2004 lideró el partido para las elecciones en Bangkok Apirak Kosayothin, obteniendo una ajustada victoria, pero en las elecciones generales de 2005 fue ampliamente derrotado de nuevo por Thaksin, al obtener sólo el 18,3% de los votos populares y 96 de los 500 escaños del Parlamento, lo que llevó a la dimisión a su Presidente, Banyat Bantadtan. El 6 de marzo de 2005 fue elegido nuevo líder Abhisit Vejjajiva.
El Partido Demócrata tiene una fuerte presencia en la capital, Bangkok, entre la clase alta y media-alta, y otras grandes ciudades, mientras que su actividad en las zonas rurales es mucho menor. Entre sus características se encuentra el apoyo a políticas neoliberales y manifiesta su apoyo a la democracia, los derechos humanos y contra la corrupción.
En 2006 fue el núcleo político central del boicot a las elecciones del 2 de abril, posteriormente anuladas por los tribunales, en las que venció Thaksin Shinawatra. Las razones para oponerse al proceso electoral se centraron en las acusaciones de corrupción al primer ministro en la venta de un holding de empresas estratégicas tailandesas de las cuales era titular junto con su familia, a una empresa pública propiedad del gobierno de Singapur. La crisis derivada de esta situación prosiguió hasta el golpe de Estado el 19 de septiembre en el que una Junta Militar depuso a Thaksin, disolvió el Parlamento, los Tribunales, abolió la Constitución y nombró un nuevo primer ministro provisional, decretando una nueva Constitución de transición.
El 30 de mayo de 2007, al tiempo que la Corte Constitucional condenaba por fraude electoral al partido Thai Rak Thai e inhabilitaba a sus dirigentes, el mismo tribunal absolvía al Partido Demócrata de haber realizado acusaciones falsas contra dicho partido y su líder, el depuesto primer ministro Thaksin Shinawatra.
En las elecciones generales de 2007 quedó en segundo lugar por votos populares y escaños, tras el Partido del Poder del Pueblo integrado por antiguos miembros del Thai Rak Thai.